# كريستيان ايسبينوزا
كريستيان ايسبينوزا (بالإسبانية: Cristian Espinoza)‏ (3 أبريل 1995 الأرجنتين - ) هو لاعب كرة قدم أرجنتيني، يلعب كمهاجم.

## روابط خارجية
- كريستيان ايسبينوزا على موقع الدوري الأمريكي (الإنجليزية)
- كريستيان ايسبينوزا على موقع إي إس بي إن إف سي (الإنجليزية)
- كريستيان ايسبينوزا على موقع قاعدة بيانات كرة القدم.إي يو (الإنجليزية)
- كريستيان ايسبينوزا على موقع Soccerbase.com (لاعب) (الإنجليزية)
- كريستيان ايسبينوزا على موقع Soccerway.com (الإنجليزية)
- كريستيان ايسبينوزا على موقع عالم كرة القدم.نت (الإنجليزية)
- كريستيان ايسبينوزا على موقع أوليمبيديا (الإنجليزية)
- كريستيان ايسبينوزا على موقع اللجنة الأولمبية الأرجنتينية (الإسبانية)
- كريستيان ايسبينوزا على موقع AS.com (الإسبانية)